# Коцкар (роман)
Коцкар (рус. Игрок) је роман Фјодора М. Достојевског. Први пут је издат 1866. године. 

## Основа
Обимом мален, овај роман у структури целокупног стваралаштва Достојевског заузима сасвим изузетно место. Подстицај за ту тему Достојевски је нашао у текућем тренутку стварности. Те године, у часописима се водила велика полемика око питања начина живота Руса у иностранству и формирања типа иностраног Руса. Првобитна намера Достојевског била је да покаже тај тип, његов амбијент и понашање, цео тај мали потпуно засебни свет, који у туђим просторима тешко напушта своје навике и лако се подаје новим уживањима, све хоће да испроба и у свему да се окуша. 
Роман Коцкар не представља тематски фабуларно јединствену целину. Он има три главне теме: тему коцкарске страсти, тему Руса у иностранству и тему неколико љубавних односа. Догађаји су испричани хронолошки, а понеки теку паралелно у исто време. Време догађања је, као и у многим романима Достојевског, веома збијено и кратко, једва неколико недеља. Тек на крају романа, у последњој глави, аутор даје наговештај извесног проширења временског круга (на годину и осам месеци после испричаног догађаја), да би га на крају сасвим отворио и оставио да тече унедоглед. 
Роман носи наслов којим се обележава његов јунак Алексеј Иванович. Он се у основи, међутим, тешко може узети као главни јунак романа. Право насловног јунака он стиче на основу онога што је у поднаслову назначено и у целом приповедном току означено. То су белешке младог човека. У основи, овај роман има форму исповести Алексеја Ивановича, импликација његовог виђења догађаја о којима прича, његовог личног суда о свим питањима која роман покреће. Та форма условљава све остале јунаке виђењем оног јунака који приповеда о њима и о себи. О свим осталим јунацима ми сазнајемо онолико колико нам се о њима каже и упознајемо их онако како нам их он представља. 

## Радња
Фабула се развија са неочекиваним обртајима. Свака од седамнаест глава романа има у центру други доживљај записивача. Отуд се у његовој композицији може приметити извесна разбијеност приповедања, која, међутим, делује сасвим природно, јер је резултат основне форме приповедања. Саме те белешке имају најмање двоструку структуру. 
Радња се одвија у немачком градићу Рулетенбургу, где је породица једног руског генерала допутовала на одмор. Главни лик романа, Алексеј Иванович ради код генерала као учитељ. Будући да је заљубљен у Полину Александровну (генерал је био Полинин очух, њена мајка је умрла), спреман је да за њу учини било шта, па чак и да са Шлангенберга наглавачке скочи у провалију и изгуби свој живот. Тако је, на њену заповест, увредио једног барона, што му је донело велике проблеме са генералом.
Генерал жели да се ожени са мадмоазел Бланш, у коју је очајнички заљубљен, али није довољно богат да би она пристала да се уда за њега. Зато сви жељно очекују телеграм из Москве о смрти Антониде Васиљевне, генералове тетке, која ће му после смрти оставити велико богатство. Међутим, уместо телеграма, допутовала је бабушка Антонида са својом послугом. Вест о бабушкином доласку је све шокирала, а нарочито генерала. По доласку, бабушка је тражила да је одведу на рулет, почела је да се коцка и за неколико дана је потрошила сав новац који је понела, па је морала да се врати у Москву. 
Генерал се нашао у врло тешкој ситуацији. Потрошио је сав свој новац, од бабушке неће добити много, Бланш се спремала да га напусти, није могао да исплати хотел, и поред свега тога, дужан је неком Французу који је све време боравио у истом хотелу. Полина је била заљубљена у тог Француза, маркиза Де-Гријеа, али га је намрзла и решила да му врати очухов дуг. Због ње је Алексеј једне вечери отишао на рулет и добио за један сат много новца. Није знао за себе. Непрестано је стављао и, пошто добије, скупљао новац са стола. Када је схватио да има и више него што му је потребно отрчао је код Полине, али она је одбила да узме његов новац како би вратила дуг и отишла је од њега. Сазнавши за Алексејев добитак, Бланш га је позвала да пође са њом у Париз, на шта је Алексеј пристао. За три недеље је потрошила сав његов новац, а он се вратио натраг у Рулетенбург.
Годину и осам месеци касније, Алексеј Иванович је срео мистер Астлеја, Енглеза. Од њега је сазнао да је Полина у Швајцарској и да га воли. Међутим, његова љубав према Полини за њега није толико снажна да би напустио коцку. Алексеј се стиди коцке, али не може никако да се ослободи тог порока, јер је њега обузела страст за ризиком, страст да се игра са животом, страст да ужива у тренутку да поново добије. Живот за њега и тај мали, засебни свет је као игра. Они не знају хоће ли сутра имати шта да једу, у туђој су земљи, за углед и показивање пред другима они прокоцкају наследство своје деце. Па како ти људи уопште могу да живе и схватају сву лепоту живота? Страст према било чему може толико да обузме човека, толико да он заборавља на свакодневне ситнице што нас чине срећним, на љубав ближњих, заборавља да се покаје и крене новим путем. Сви у животу погреше бар једном и можда је најтеже рећи опрости, а најтеже је опростити себи. Алексеј схвата да је погрешио, схвата да је могао имати љубав Полине и одлучује да се бори, али не успева да одлучно крене тим током. У тим тренуцима људи губе све баш све. 
Тај осећај када кажеш да ћеш сутра да престанеш, да ћеш сутра да почнеш све да радиш како треба, понекад толико пута зна да одзвања у глави. Веома је тешко ослободити се нечега што знаш да ти шкоди, али без чега не можеш. Зато треба бити одлучан, треба бити упоран и свим снагама се борити за себе, за своју будућност и садашњост. Треба схватити да новац не чини наш живот срећним, да новац не може да победи све и да новац не може да купи љубав.

## Ликови

### Главни ликови
- Алексеј Иванович - у поседу је две страсти: љубави и коцке. И обе те страсти су у њему тако снажне да се граниче са неком врстом безумља. Његова љубав према Полини није чак ни обожавање него ирационалана демонска и рушилачка страст која у њему изазва убилачке и самоубилачке мисли. Он ће Полини изјавити да је мрзи, али ће у исто вриеме једва дочекати да јој помогне да исплати дуг Де Гријелу. Другачије природе је коцкарска страст Алексеја Ивановича. Она је за њега изазов судбине, занос од ризиковања и у основи презир према тим гомилама новца и злата што представљају једини циљ коцкарској гомили. Зато је он за аутора носилац "поезије коцкарске игре" и демон најузвишенијег реда у "паклу коцкарнице". У суштини, он не жуди за милионима, већ га опија осећање ризика и жеља да баци изазов судбине. То је стање остало непоновљено и јединствено у целокупном стваралаштву Достојевског.
- Полина - загонетна лепотица чије су ћуди непредвидљиве. Она скривањем својих правих осећања срља у трагедију. Полина на свој ћудљиви начин воли Алексеја, али она увек воли мучећи себе и онога кога воли. И то из сасвим необјашњивих разлога, који би једино могли бити у неком мазохистичком пориву њене личности. Око ње се роје инострани обожаваоци: генералов кредитор, француски маркиз Де Грије и Енглез Мр Естли. На крају књиге она дуго болује у породивци Мр Естлија.
- Бабушка Антонина Васиљевна Тарасевичева - је истовремено и "витална, свадљива, самозадовољна", охола старица која "заповеднички виче и све грди", и добра, великодушна бакица која дарује сиромахе златницима и штити васпитаче генералове деце Алексеја Ивановича. Она делује сумануто обузета коцкарском страшћу и каприциозна у своме презиру према странцима. Крај рулета, око ње се врти гомила ласкаваца, улизица, подлаца, који је такође поткрадају и варају. Те сцене са њом у коцкарници изгледају демонски. Спољашњи сјај коцкарнице само открива беду коцкарском страшћу обузетих људи.
- Мадемозел Бланш- љубавница је генерала. Испод спољашњег декора авантуристичке и љубавнице, избија прорачуната природа обузета страшћу према новцу. Она позајмљује коцкарима новац под интерес и тако се срачунато користи њиховом бедом, кокетира са богатим обожаваоцима из рачуна и сасвим добро уме да накупи милионе у тој животној авантури. Робујући у тој страсти, коцкари раде за њу. Њена је улога сасвим приземна, нечиста.
- Мр Естли - не говори много али је пун врлина и уме искрено да воли без наметања. Он помаже другима не рачунајући да из тога извуче корист за себе. [1]